# Карабашево
Карабашево (баш. Ҡарабаш) — село в Илишевском районе Республики Башкортостан Российской Федерации. Административный центр Карабашевского сельсовета.

## География

### Географическое положение
Расстояние до:
- районного центра (Верхнеяркеево): 10 км,
- ближайшей ж/д станции (Буздяк): 117 км.

## История
Село было основано башкирами Киргизской волости Казанской дороги на собственных вотчинных землях. Известно с 1664 года.

## Население
| 2002 | 2009 | 2010 |
| ---- | ---- | ---- |
| 680  | ↘674 | ↘613 |

Национальный состав
Согласно переписи 2002 года, преобладающая национальность — башкиры (86 %).

## Религия
В селе есть мечеть.